# 吉松ゴリラ
吉松ゴリラ （よしまつ ごりら、1981年7月27日 - ）は、日本の男性お笑いタレント。本名は、吉松 秀剛（よしまつ ひでたか）。福岡県北九州市出身。身長168cm、今は体重82kgだが元は66kg。バストは100cmのAカップ。所属事務所はSHUプロモーション。

## 来歴
- 宮崎大学 大学院出身。
- NSC東京校16期生。同期はゆにばーす、しゅんしゅんクリニックP、やさしいズ、鈴川絢子、カラタチなど。
- その後、SHUプロモーションに3回落ちたのちに所属、現在に至る。

## 人物

### 芸人活動
- ものまねが得意でレパートリーは本田圭佑、博多華丸大吉、福山雅治、藤原竜也 など。
- リモート期間中に「風呂上り濡れ彦」という破天荒キャラが誕生し、各所で話題に[要出典]
- AbemaTV「家１グランプリ」で本戦に出場、ミキ亜生などを視聴者投票で破り、決勝に進出[1]
- 日本テレビ「ダウンタウンのガキの使いやあらへんで!」に同キャラで出演（2020年6月）
- その放送後、YouTube「よしまつゴリラちゃんねる」のチャンネル登録者数が1人増えた[要出典]
- 2020年7月13日に「よしまつゴリラちゃんねる」で生配信された「エア濡れ彦王決定戦」で最下位[要出典]

### YouTube関係
- 個人的にやっているYouTube「ジャンキーゴリラTV」が芸能界1登録者数が少ないと取り上げられ話題に[要出典]
- 並行して運営するYouTube「よしまつゴリラちゃんねる」はチャンネル登録者数217人（2021年4月30日現在）
- YouTubeの相棒はすぐる

### 歯関係
- 前歯が1本なく、自作の消しゴム差し歯 を付けて生活している。このことがきっかけで「激レアさんを連れてきた。」に出演。
- 特技は「消しゴム差し歯飛ばし」。

### きぬた歯科関係
- よしまつゴリラちゃんねるの企画「きぬた院長に会いたい」で偶然きぬた歯科の院長と遭遇、きぬた歯科のホームページのトップページにYouTube動画のリンクを貼ってもらっている
- 阿佐ヶ谷の自宅アパートの壁にはきぬた歯科の院長にもらった看板ポスターを貼り出している。

### その他
- ファンは全くいないが、ゲイの男性にはなぜか人気がある。その愛を積極的に受け入れるつもりではいる。（山口のタツヤさん）
- あいあいパーティーまるさんを大切にしていきたいと思っている。
- セクハラ相談員など、役にも立たない無駄な資格をいくつも持っている。
- R-1ぐらんぷり2020で１回戦落ちした”罰”として、赤いスポブラと赤いパンティーをつけて生活している。
- テレビにはたまに出演しているが、収入は安定せず、たまにUber Eatsの副業をしている。
- 犬が好き
- 適当なことを言いがち
- 適当なことを言う
- 適当なことを山ほど言う
- 確認を取りにくい適当なことを言うので編集スタッフを困らせている
- 心にもないことをすぐ言う
- 大事なところでトチる癖がある

## 出演
- テレビ朝日「激レアさんを連れてきた。」
- 日本テレビ「ウチのガヤがすみません!」
- 日本テレビ「ダウンタウンのガキの使いやあらへんで!」
- 日本テレビ「ぐるナイ」おもしろ荘 若手にチャンスを頂戴！今年も誰か売れてSP(2019年)
- テレビ東京「にちようチャップリン」
- テレビ東京「おはスタ」OHAワザ王コーナー
- 読売テレビ「最高の最下位」
- フジテレビ「貧ぼっちゃまの大発明」
- 岐阜放送「遠藤/ゴリラの朝から歌謡♪」 - パーソナリティ